# HD26624
HD26624 — хімічно пекулярна зоря спектрального класу A2, що має видиму зоряну величину в смузі V приблизно  7,9.
Вона  розташована на відстані близько 440,8 світлових років від Сонця.